# Hungría en los Juegos Olímpicos de Sankt Moritz 1948
Hungría estuvo representada en los Juegos Olímpicos de Sankt Moritz 1948 por un total de 22 deportistas que compitieron en 5 deportes.  
El portador de la bandera en la ceremonia de apertura fue el esquiador de fondo András Harangvölgyi.

## Medallistas
El equipo olímpico húngaro obtuvo las siguientes medallas:
| Nombre                   | Deporte            | Competición |
| ------------------------ | ------------------ | ----------- |
| Oro                      |                    |             |
| —                        |                    |             |
| Plata                    |                    |             |
| Andrea Kékesy Ede Király | Patinaje artístico | Parejas     |
| Bronce                   |                    |             |
| —                        |                    |             |